# Amadi McKenzie
Amadi McKenzie, né le 17 août 1986, à Atlanta, en Géorgie, est un joueur américain de basket-ball. Il évolue au poste d'ailier fort.